# 源汶湝
源汶湝，廣東省鶴山縣人氏，其母親為二十年代精武會著名武術女教練歐陽少烈。源汶湝學藝於北螳螂拳名師黃漢勛，亦先後跟隨太極螳螂拳名師趙竹溪及鷹爪翻子門名師劉法孟學習武藝，早於六十年代就在香港開設北螳螂武術學院，其後在石澳及尖沙咀青年會等地傳授拳藝，桃李滿門。
源汶湝師傅不吝其技，為發揚北螳螂之武術，曾出版著作《北螳螂攔截拳》、《北螳螂黑虎交叉拳》及《北螳螂崩步拳》等書籍，供使同好參考認識。